# Valentin Knierim
Valentin Knierim (* 2. Mai 1808 in Züschen; † 22. Februar 1885 ebenda) war ein deutscher Bürgermeister und Politiker.

## Leben
Knierim war der Sohn des Kellerwirts Henrich Knierim (* 8. November 1777 in Züschen; † 22. März 1864 ebenda) und dessen Ehefrau Sophia geborene Meyser (* 24. August 1782 in Züschen; † 26. März 1830 ebenda). Er war evangelisch und heiratete am 4. März 1832 in Züschen Sophie Räuber (* 17. April 1809 in Züschen; † 11. Januar 1878 ebenda), die Tochter des Landwirts Johann Bernhard Räuber (Reuber) (getauft 23. Oktober 1763 in Züschen; † 4. Januar 1834 ebenda) und der Martha Elisabeth geborene Meyser (* 18. August 1774 in Züschen; † 6. August 1823 ebenda).
Knierim war von Herbst 1847 bis 1879 Bürgermeister und 1874 bis 1880 Standesbeamter in Züschen. Vom 11. November 1847 bis zum 14. Juni 1848 war er Mitglied des Landstandes des Fürstentums Waldeck.